# 膀胱排尿筋
膀胱排尿筋（ぼうこうはいにょうきん、detrusor muscles）とは、膀胱壁にある平滑筋で、蓄尿と排尿に働いている。交感神経である下腹神経、副交感神経である骨盤内臓神経に支配される。別名、排尿筋、膀胱平滑筋という。
弛緩（蓄尿）は下腹神経が、収縮（排尿）は骨盤内臓神経が行う。